# Jacques-Joseph Jans
Pour les articles homonymes, voir Jans (homonymie).
Jacques-Joseph Jans, né à Lillianes le 10 mars 1813 et mort le 21 mars 1872 à Aoste, est un ecclésiastique valdôtain qui fut prévôt de la cathédrale d'Aoste de 1856 à 1867 puis évêque d'Aoste de 1867 à 1872.

## Biographie
Jacques-Joseph Jans naît à Lillianes dans la basse Vallée du Lys en Vallée d'Aoste. Il est le fils de Joseph-Martin de feu Jean-Alexandre « agricole » et de Marguerite Jans, ménagère, tous deux de Lillianes.
Il est élève du Collège Saint-Bénin d'Aoste remarqué par l'évêque André Jourdain. Il est envoyé à l'Académie de la Basilique de Superga près de Turin pour effectuer ses hautes études ecclésiastiques. Docteur en Droit et en Droit canon en 1835 et en Théologie en 1837, il est ordonné prêtre le 19 septembre 1835. Le 9 janvier 1838 l'évêque d'Aoste en fait son secrétaire épiscopal et le nomme chanoine honoraire le 5 octobre 1838 puis titulaire le 1er août 1840, pro vicaire général le 15 mars 1848-1851, vicaire général le 25 septembre 1854-1859 et prévôt du chapitre en juin 1856 jusqu'en 1867 puis prévôt d'honneur le 4 mai 1867.
À la mort de monseigneur Jourdain en 1859 il est vicaire capitulaire du diocèse, et pendant la vacance du siège jusqu'en 1867 il adresse le lettres pastorales au clergé et aux fidèles. Membre fondateur de l'Académie Saint-Anselme dont il assume la vice-présidence de 1855 à 1867, il en dévient le président d'honneur en 1867.
Il est nommé évêque d'Aoste le 22 février 1867  et consacré le 1er mai 1867 dans la cathédrale d'Aoste par Luigi Moreno évêque d'Ivrée assisté de Monseigneur Giovanni Antonio Balma évêque titulaire de Ptolémaïs-en-Phénicie (de) et d'Étienne-Barthélemy Bagnoud évêque titulaire de Bethléem et abbé de Saint-Maurice d'Agaune dans le canton du Valais
En 1870 il participe au Premier concile œcuménique du Vatican où il intervient au sujet du catéchisme, et il meurt à Aoste le 21 mars 1872, à l'âge de 59 ans.

### Blason
D'azur, à la porte d'argent surmontée de deux tours de même dominées par un soleil rayonnant d'or.

## Hommages

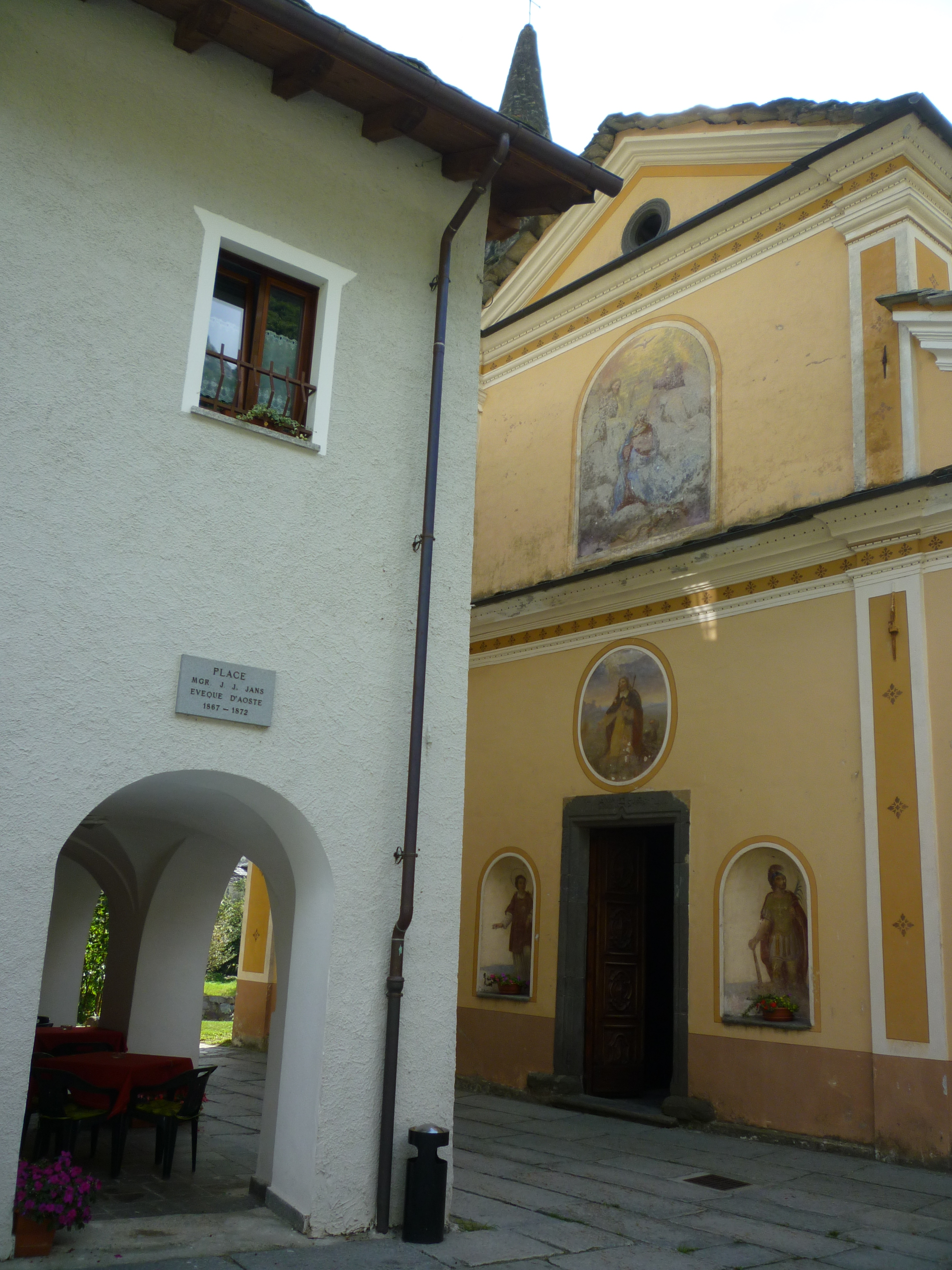
Place M^{gr} Jacques-Joseph Jans à Lillianes, sur le parvis Saint-Roch.

- À Lillianes, son village natal, une place porte son nom.

## Ouvrages
- Jacques-Joseph Jans, Mandement de monseigneur Jacques-Joseph Jans évêque d'Aoste pour le Carême, Imprimerie J. B. Mensio, 1872, 15 p. (lire en ligne).

## Généalogie[5]
Arbre de descendance :
- Martin Jan (cité en 1620) dont :
  - Alexandre (cité entre 1669 et 1702) épouse Jeanne Lazié
    - Jacques-Joseph (cité entre 1691 et 1742) - épouse Jeanne Tchaing
      - Jean-Baptiste (né en 1742 - décédé en 1823) ; curé d'Ollomont
      - Jean-Alexandre - épouse Marie-Innocente Squinabol -  dont :
      - Joseph-Martin - épouse Marguerite Jans -
        - Jacques-Joseph (1813-1872) - évêque d'Aoste
        - Marie-Thérèse (1801-1871), épouse Jean Charles Squinabol (1800-1881), dont descendance.
        - Marie-Jeanne (~1816-1852), épouse Grat Squinabol (1813-1894) dont descendance.

      - Jean-Baptiste (16/02/1765-10/07/1847) - notaire
      - Rose (1765-1847)
      - Pierre-Joseph - décédé vers 1823 -
        - Marie-Catherine-Innocente (décédée en 1845)

      - Jacques-Joseph - décédé vers 1823 - dont :
        - Marie-Innocente (décédée avant 1845)

## Sources